# بياتشارت تامافان
بياتشارت تامافان (بالتايلندية: ปิยะชาติ ถามะพันธ์)‏ (5 مايو 1986 بأمنات تشاروين في تايلاند - ) هو لاعب كرة قدم تايلندي في مركزي الظهير والوسط. شارك مع منتخب تايلاند تحت 23 سنة لكرة القدم ومنتخب تايلاند لكرة القدم. أما مع النوادي، فقد لعب مع نادي بوليس تيرو ونادي موانغتونغ يونايتد وBBCU F.C. ‏ ونادي باثوم يونايتد ونادي بورت.

## وصلات خارجية
- بياتشارت تامافان على موقع قاعدة بيانات كرة القدم.إي يو (الإنجليزية)
- بياتشارت تامافان على موقع ناشيونال فوتبول تيمز (الإنجليزية)
- بياتشارت تامافان على موقع Soccerway.com (الإنجليزية)
- بياتشارت تامافان على موقع عالم كرة القدم.نت (الإنجليزية)